# Sčítání lidu, domů a bytů 2001 v Česku
Sčítání lidu, domů a bytů 2001 v Česku bylo celostátní sčítání lidu na území České republiky.
Sčítání lidu, domů a bytů v roce 2001 se uskutečnilo v souladu s metodickými doporučeními OSN a Statistického úřadu Evropských společenství (Eurostatu) opětovně formou sebesčítání, tj. každá osoba vyplňovala za sebe, za své děti, případně za další osoby domácnosti příslušné sčítací tiskopisy.
Celkem bylo při SLDB 2001 zjišťováno 26 údajů o osobách, 18 údajů o bytech a bydlení a 12 údajů o domech, a to pomocí tří formulářů: Sčítacího listu osob, Bytového listu a Domovního listu. Na rozdíl od předcházejících cenzů se některé dříve zjišťované údaje vypustily, a naopak se objevily dotazy nové či nově formulované. Mezi nově zařazené otázky v seznamu zjišťovaných ukazatelů o obyvatelstvu patří dotaz na případné druhé nebo další zaměstnání sčítané osoby. Obdobně jako při minulém sčítání se národnost, jakož i náboženské vyznání, zjišťovaly důsledně deklaratorně, tzn. že občané se svobodně, podle vlastního přesvědčení, a tedy i v naprostém souladu s ustanovením Listiny základních lidských práv a svobod k této otázce vyjádřili. Z údajů mapujících vybavení domácností byl do sčítacího tiskopisu nově zařazen dotaz na vybavení bytové domácnosti počítačem, ale zároveň se vypustily otázky sledující vybavenost domácností mrazničkou, automatickou pračkou a televizorem.
l když jednotlivá sčítání jsou obsahově do značné míry shodná, každé sčítání má svá specifika při přípravě, provedení i zpracování. Sčítání lidu, domů a bytů 2001 bylo oproti minulosti v mnoha směrech zcela ojedinělé, a to zejména v těchto oblastech:
Legislativní základ - poprvé od roku 1930 bylo sčítání uskutečněno podle zvláštního zákona.
Kvalitativně nové pojetí územní přípravy, jejímž základem bylo vytvoření tzv. Registru sčítacích obvodů. Jeho obsahem je seznam všech objektů - domů určených k bydlení a počet bytů každém domě s úplnou územní identifikací; nedílnou součástí registru jsou digitální mapy se zakreslením všech objektů (domů) podléhajících sčítání. Tento registr se stal jedním ze základních nástrojů pro přípravu, zpracování a prezentaci sčítání s využitím dostupných technologií geografického informačního systému (GIS). Za ojedinělost a komplexnost projektu získal Český statistický úřad v USA prestižní cenu ESRI - „SPECIÁLNÍ CENA GIS" pro rok 2002.
Ochrana dat - veškeré práce na sčítání probíhaly za mimořádně přísného bezpečnostního režimu, zahrnujícího všechny fáze sčítání, ochranu sčítacích tiskopisů, pracovišť aj.
Nová technologie pořizování dat, zpracování i publikování výsledků - poprvé bylo při zpracování výsledků sčítání využito optické snímání sčítacích tiskopisů, byl vytvořen speciální produkt pro tvorbu publikací.
Nové prvky v prezentaci výsledků - výsledky sčítání jsou prezentovány nejen v tištěných publikacích, ale zároveň i v elektronické podobě. Veškeré standardní publikace (datové i analytické) jsou bezplatně v plném rozsahu k dispozici na internetových stránkách ČSÚ.
Zpracování a publikování výsledků sčítání 2001 bylo provázeno vážnými komplikacemi, které přinesl počátek druhé poloviny roku 2002 - srpnové povodně. V důsledku zničení nebo poškození budov a techniky a následného umístění pracovišť v provizorních místech bez technického zázemí došlo k několikaměsíčnímu přerušení prací a posunu zpracování výsledků sčítání. Podstatné ale je, že nedošlo ke ztrátě datových souborů a zpracování definitivních výsledků sčítání, i když se zpožděním, mohlo pokračovat. Přes tyto skutečnosti se Českému statistickému úřadu podařilo splnit i doporučení Statistického úřadu Evropských společenství - Eurostatu, aby výsledky ze základního zpracování sčítání byly k dispozici do 2,5 roku po jeho konání.
Výstupy ze zpracování sčítání 2001 jsou již tradičně velmi bohaté. Z mnoha datových a analytických publikací je však třeba jmenovat vedle Pramenného díla a Statistického lexikonu obcí unikátní dílo české statistiky nazvané Historický lexikon obcí České republiky. Historický lexikon zachycuje dlouhodobý vývoj sídel a osídlení na našem území počínaje rokem 1869, kdy se uskutečnilo první moderní sčítání až do roku 2001.
Vzhledem k příznivé okolnosti, že i přes několikeré změny státoprávního uspořádání se až na menší rozdíly kryje územní rozsah dnešní České republiky s rozsahem Čech, Moravy a části Slezska tak, jak byly podchyceny od roku 1754 v rakouských konskripcích a posléze i sčítáních lidu, máme dnes k dispozici takřka nepřerušovanou dvousetpadesátiletou řadu dat o obyvatelstvu, jejichž kvalita se významně zvýšila sčítáním z roku 1869, a zejména následujícími cenzy.